# Aq Tash
Aq Tash je hora vysoká 7 016 m n. m. nacházející v pohoří Karákóram v Indii, nedaleko sporné hranice s Pákistánem. Hřeben od Aq Tash vede na severozápad až k vrcholu Mamostong Kangri, který je vzdálen 8,97 km. 

## Prvovýstup
Prvovýstup na Aq Tash provedli horolezci Nobuo Jamamoto a Jasufumi Mizote z japonské expedice dne 6. srpna 1993.
O dva dny později vystoupili na vrchol také Prem Singh, P.T. Šerpa, Mohan Singh, Khem Raj, Sange Šerpa, Wangchuk Šerpa a Hira Ram, členové indické expedice.